# Рабин-Либерман, Инбаль
Инбаль Рабин-Либерман (ивр. ענבל רבין ליברמן‎; род. 9 октября 1998, Нир-Ам) — израильтянка, организатор обороны кибуца Нир-Ам 7 октября 2023 года, когда палестинские террористические группировки, крупнейшей из которых является ХАМАС, начали крупномасштабное вторжение в Израиль из сектора Газа. Террористы прорвали барьер между Газой и Израилем и, напав на близлежащие израильские населённые пункты и военные объекты, убили более тысячи человек. Благодаря грамотным действиям 25-летней девушки данный посёлок оказался единственным в приграничной с Газой полосе, который серьёзно не пострадал.

## Биография
Инбаль Рабин-Либерман родилась в кибуце Нир-Ам. Там же прошло её детство и юность.
Она, как и большинство еврейских девушек Израиля, отслужила в ЦАХАЛе, где была в боевых частях. После этого училась в школе женского лидерства.
В декабре 2022 года кибуц назначил Инбаль Рабин-Либерман координатором по военной безопасности. В её обязанности входило оборонять кибуц в критических ситуациях до того времени, как сможет прибыть подкрепление из полиции или армии. Координатор получает выплаты от Министерства обороны. До неё должность занимал её дядя — Ами Рабин. Инбаль Рабин-Либерман стала первой женщиной в кибуце на данном посту. После назначения на пост она получила поздравления от Офира Либштейна, главы регионального совета Шаар-ха-Негев, который впоследствии был убит террористами ХАМАСа 7 октября 2023 года.

### Бой у Нир-Ама
Рано утром 7 октября 2023 года Инбаль Рабин-Либерман, услышав сквозь звуки сирены необычный шум недалеко от кибуца, своевременно оценила значимость угрозы. Она быстро разработала план по защите населённого пункта, распределила оружие между 12 членами «отряда быстрого реагирования», сформированного из жителей посёлка, и организовала засады по периметру кибуца. Спустя несколько минут на Нир-Ам напали террористы, которым жители кибуца дали бой. Ополченцы застрелили двоих террористов, а затем ранили третьего. На этом нападение на кибуц не остановилось, стали прибывать всё новые и новые группы. Инбаль с товарищами продержались три часа до прихода армии, ликвидировав всех, кто пытался ворваться в дома.
Сообщается, что после боя у кибуца нашли 25 тел боевиков, а Инбаль лично убила пятерых. Издание Гаарец называет эти сообщения мифом, отмечая, что в ходе боя один террорист был убит и ещё один ранен. Затем она вместе с другими жителями эвакуировалась и остановилась в гостинице в Тель-Авиве. 9 октября она отметила день рождения, на который поздравить её пришёл мэр Тель-Авива Рон Хульдаи.
BBC сообщает о другом спасителе кибуца Нир-Ам 46-летнем бывшем спецназовце Адаме.
Имя Инбаль Рабин-Либерман стало нарицательным. Так, 7 ноября 2023 года, когда депутат Кнессета Мейрав Михаэли попыталась критиковать министра Итамара Бен-Гвира за попытку смягчения требований лицензии на ношение оружия, то министр ей ответил: «Не будь Мейрав, будь Инбаль». Сама Инбаль отнеслась сдержанно к своей славе, заявила, что не является героиней, и отметила, что «не стоит доверять всему, что пишут, так как среди репортажей много фейковых новостей».